# Гай Секстілій
Гай Секстілій (лат. Gaius Sextilius; V—IV століття до н. е.) — політичний і військовий діяч Римської республіки, військовий трибун з консульською владою (консулярний трибун) 379 року до н. е.

## Біографічні відомості
Походив з плебейського роду Секстіліїв. Про молоді роки його, батьків згадок у джерелах немає.
Відомо тільки, що він був першим військовим трибуном з консульською владою, коли його було обрано 379 року до н. е. разом з Луцієм Юлієм Юлом, Публій Манлій Капітолін, Марком Альбінієм, Луцієм Антістієм, Гаєм Манлієм Вульсоном, Публієм Требонієм і Гаєм Еренуцієм. Під час цієї каденції знатні трибуни-патриції Гнеєм Манлій Вульсон і Публій Манлій без жеребу добилися почесного призначення на військові дії проти вольсків, тоді як інші плебейські трибуни цього не отримали. Про діяльність Гая Секстілія під час каденції, так само, як про його подальшу долю, відомостей не збереглося.